# Sukopuro
Sukopuro is een bestuurslaag in het regentschap Malang van de provincie Oost-Java, Indonesië. Sukopuro telt 5680 inwoners (volkstelling 2010).